# Петшиковский, Збигнев
Зби́гнев Ян Петшико́вский (пол. Zbigniew Jan Pietrzykowski; 4 октября 1934, Бествинка — 19 мая 2014, Бельско-Бяла) — польский боксёр средней и полутяжёлой весовых категорий, выступал за сборную Польши в начале 1950-х — середине 1960-х годов. Призёр трёх летних Олимпийских игр, четырёхкратный чемпион Европы, одиннадцатикратный чемпион Польши, победитель многих международных турниров и матчевых встреч. Также известен как тренер, чиновник, спортивный функционер.

## Биография
Родился в деревне Бествинка недалеко от города Бельско-Бяла. Активно заниматься боксом начал в возрасте шестнадцати лет под впечатлением от выступлений старшего брата, тоже боксёра. Проходил подготовку в местном боксёрском клубе «Бельско-Бяла» под руководством Эрнеста Радемахера, затем присоединился к варшавской «Легии», где тренировался у таких известных специалистов как Антоний Зигмунт, Павел Шидло и Феликс Штамм. Первого серьёзного успеха на ринге добился в 1953 году, когда в среднем весе занял второе место на чемпионате Польши и съездил на домашний чемпионат Европы в Варшаву, откуда привёз медаль бронзового достоинства (в полуфинале по очкам проиграл англичанину Брюсу Уэллсу).
В 1954 году впервые выиграл чемпионат Польши (впоследствии повторил это достижение ещё десять раз подряд, став до сих пор никем не превзойдённым рекордсменом в своей стране по данному показателю). На чемпионате Европы 1955 года в Западном Берлине одолел всех своих соперников и завоевал тем самым золотую награду. Благодаря череде удачных выступлений удостоился права защищать честь страны на летних Олимпийских играх 1956 года в Мельбурне — сумел дойти здесь до стадии полуфиналов, после чего проиграл знаменитому венгру Ласло Паппу, который на этих соревнованиях оформил уже третью золотую олимпийскую медаль.
На европейском первенстве 1957 года в Праге выступал во втором среднем весе и повторил успех двухлетней давности, вновь первое место. Позже поднялся в полутяжёлую весовую категорию и, оставаясь в числе лидеров национальной сборной, в 1959 году побывал на чемпионате Европы в Люцерне — с этого момента стал трёхкратным чемпионом Европы. Затем прошёл квалификацию на Олимпийские игры 1960 года в Рим, в полуфинале со счётом 4:1 победил итальянца Джулио Сарауди, но в решающем матче единогласным решением судей проиграл американцу Кассиусу Клею, будущему многократному чемпиону мира среди профессионалов, более известному как Мохаммед Али.
Чемпионат Европы 1961 года в Белграде пропустил из-за травмы, тем не менее, через два года он вернулся в строй и на европейском первенстве в Москве завоевал очередную золотую медаль, уже четвёртую на его счету (до сих пор никому кроме него не удалось выиграть больше трёх медалей). В 1964 году отправился на Олимпийские игры в Токио, где дошёл до полуфинала и со счётом 1:4 проиграл советскому боксёру Алексею Киселёву. Получив третью олимпийскую медаль, принял решение завершить карьеру спортсмена, уступая место в сборной молодым польским боксёрам. Всего в любительском боксе он провёл 350 матчей, из них 334 окончил победой, 14 поражением, в двух случаях была зафиксирована ничья. Имеет в послужном списке 44 международных матча, в том числе 40 побед.
После завершения спортивной карьеры работал тренером по боксу в клубах «Бельско-Бяла», «Катовице» и «Висла», подготовил многих талантливых бойцов. В период 1993—1997 был также членом польского парламента Сейма, в течение многих лет занимал должность вице-президента Олимпийского комитета Польши.
19 мая 2014 года Збигнев Петшиковский скончался в г. Бельско-Бяла. Тело погребли там же, на кладбище прихода церкви Провидения божьего.